# Neolarra

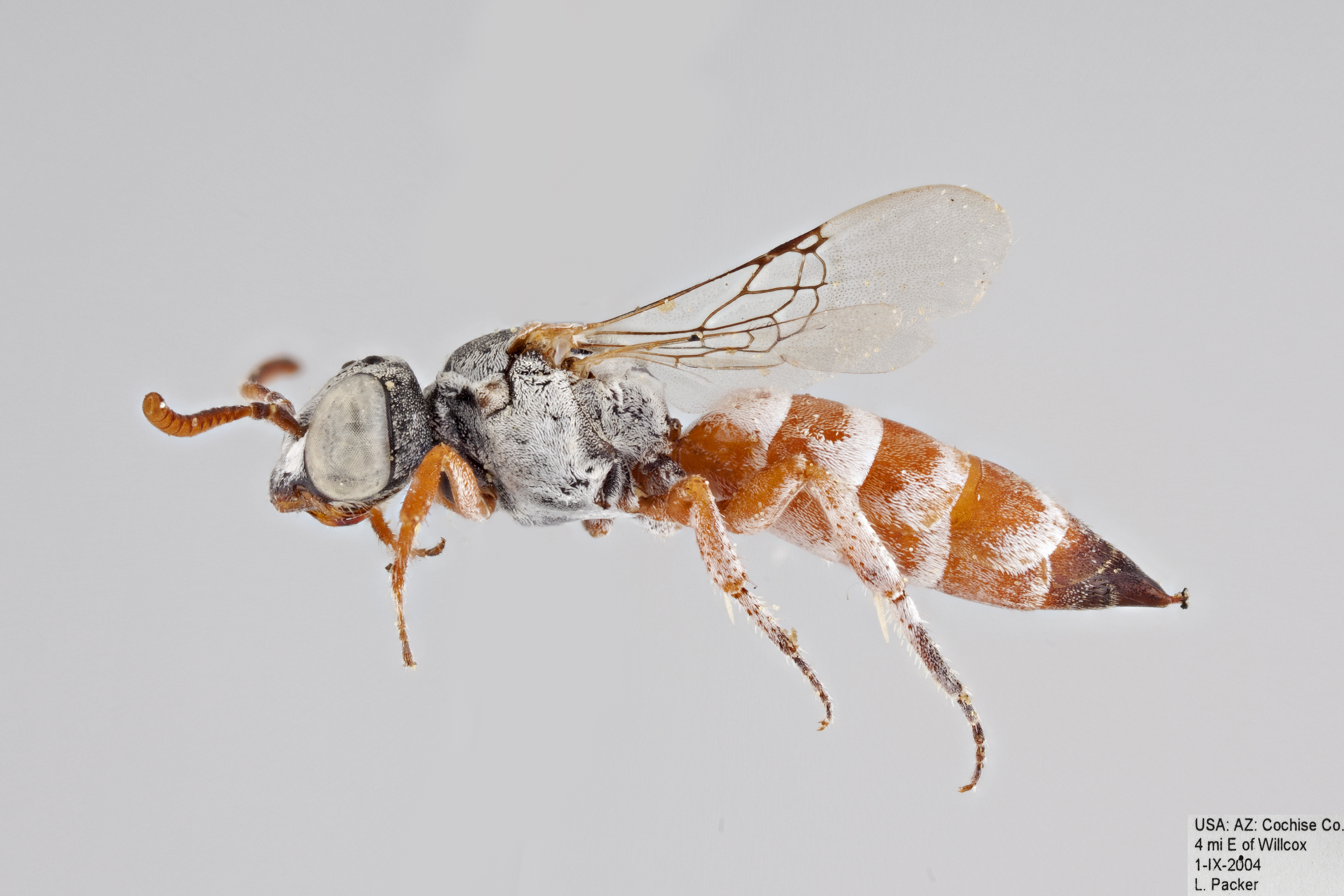
Neolarra verbesinae

Neolarra es un género de abejas cucos de la familia Apidae de distribución neártica. Hay aproximadamente 16 especies descritas de Neolarra. Son cleptoparásitos de las abejas Perdita.

## Especies
- Neolarra alba Cockerell, 1916 i c g
- Neolarra alexanderi Griswold & Parker, 1999 i c g
- Neolarra batrae Shanks, 1978 i c g
- Neolarra californica Michener, 1939 i c g b
- Neolarra clavigera Shanks, 1978 i c g
- Neolarra cockerelli (Crawford, 1916) i c g
- Neolarra hurdi Shanks, 1978 i c g
- Neolarra linsleyi Michener, 1939 i c g
- Neolarra orbiculata Shanks, 1978 i c g
- Neolarra penicula Shanks, 1978 i c g
- Neolarra pruinosa Ashmead, 1890 i c g
- Neolarra rozeni Shanks, 1978 i c g
- Neolarra ute Griswold & Parker, 1999 i c g
- Neolarra vandykei Michener, 1939 i c g
- Neolarra verbesinae (Cockerell, 1895) i c g b
- Neolarra vigilans (Cockerell, 1895) i c g b

Fuentes: i = ITIS, c = Catalogue of Life, g = GBIF, b = Bugguide.net